# دوري الدرجة الأولى الغامبي 2009
دوري الدرجة الأولى الغامبي 2009 هو موسم من دوري الدرجة الأولى الغامبي. أشرف على تنظيمه اتحاد غامبيا لكرة القدم، وكان عدد الأندية المشاركة فيه 12، وفاز فيه نادي واليدان.